# Прядка «Дженні»
Прядильна машина Гаргрівса (також Прядка «Дженні» або «Дженні-пряха», англ. Spinning Jenny) — механічна прядильна машина, сконструйована Джеймсом Гаргрівзом у 1764 році. Вважається одним із найважливіших винаходів свого часу, що ознаменував початок промислового перевороту .
Існує легенда, що на думку про винахід машини з кількома вертикальними веретенами Гаргрівза підштовхнув випадок: одного разу його маленька дочка Дженні ненароком перекинула прядку, проте колесо її продовжувало крутитися, а веретено продовжувало прясти пряжу, хоча знаходилося у вертикальному, а не горизонтальному положенні. Сконструйована після цього прядильна машина була названа Гаргрівзом «Дженні» на честь своєї доньки. Хоча, згідно з церковним реєстром, Джеймс Гаргрівз мав кілька дочок, жодна з них не носила цього імені, як і його дружина. Тому більш вірогідним поясненням назви є те, що jenny була абревіатурою від engine.

### Історія
Джеймс Гаргрівс працював у Стендхіллі теслею і ткачем на звичайному верстаті. Приблизно початку 1760-х років він починає займатися удосконаленням прядильних пристроїв. У 1764 році він, борючись з конкуренцією дешевих індійських тканин, спорудив механічну прядку, а через кілька років (приблизно в 1762-1765) винайшов прядильну машину періодичної дії. Прядка «Дженні» рухалася одним робітником і виробляла щонайменше в шість разів більше, ніж могла зробити звичайна прядка за той же час . Таким чином, кожна нова прядка такого типу позбавляла роботи щонайменше п'ять прядильників. Гаргрівз встиг продати не так багато екземплярів своєї машини, проте це викликало сильне невдоволення місцевих прядильників — 1767 року вони зруйнували будинок винахідника та обладнання. Гаргрівз переїхав до Ноттінгема і, разом з Томасом Джеймсом, побудував прядильну фабрику, ставши одним з перших великих фабрикантів. У 1770 році Гаргрівз отримав патент на свій винахід.

### Конструкція
Прядка «Дженні» мала вісім вертикальних веретен та одне колесо. Замість витяжних валиків був спеціальний прес із двох брусків дерева. Початки з рівницею були поміщені на похилій рамі (нахил служив для полегшення змотування рівниці). Замість витяжних валиків Гаргрівз застосував спеціальний прес, що складався з двох брусків дерева. Нитки рівниці з качанів проходили через витяжний прес і прикріплювалися до веретен. Веретена, на які намотувалась готова нитка, знаходилися на нерухомій рамі з лівого боку верстата. У нижній частині кожного веретена був блок, навколо якого йшов приводний шнур, перекинутий через барабан, розташований попереду всіх блоків і веретен. Барабан рухався від великого колеса, що обертається рукою. Таким чином, велике колесо обертало все веретена. Прядильник однією рукою рухав каретку витяжного преса, а іншою обертав колесо, що рухало веретена. Вся робота звелася в основному до трьох рухів: до обертання приводного колеса, до прямолінійного руху каретки узад і вперед і нагинання дроту. Значним недоліком прядки було те, що через недостатню витяжку пряжа вийшла недостатньо міцною. Щоб зміцнити її, в пряжу доводилося додавати нитки з льону   .